# Yongning (köping i Kina, Xinjiang)
Yongning (kinesiska: 永宁, 永宁镇) är en köping i Kina. Den ligger i den autonoma regionen Xinjiang, i den nordvästra delen av landet, omkring 210 kilometer sydväst om regionhuvudstaden Ürümqi. Antalet invånare är 16955. Befolkningen består av 8 133 kvinnor och 8 822 män. Barn under 15 år utgör 19,0 %, vuxna 15-64 år 72 %, och äldre över 65 år 7,0 %.
Genomsnittlig årsnederbörd är 399 millimeter. Den regnigaste månaden är juni, med i genomsnitt 119 mm nederbörd, och den torraste är januari, med 1 mm nederbörd.